# Cyrtanthus clavatus
Cyrtanthus clavatus là một loài thực vật có hoa trong họ Amaryllidaceae. Loài này được (L'Hér.) R.A.Dyer mô tả khoa học đầu tiên năm 1939.